# Flik 59D
A Fliegerkompanie 59D vagy Divisions-Kompanie 59 (rövidítve Flik 59D, magyarul 59. felderítőszázad) az osztrák-magyar légierő egyik repülőszázada volt.

## Története
A századot az ausztriai Straßhofban állították fel és 1917. október 10-én az olasz frontra, San Giacomo di Vegliába irányították frontszolgálatra. 1918 nyarán a 6. hadsereg kötelékében vett részt a Piave-offenzívában. Ezután a Cordenons melletti tábori repülőtérre helyezték át és átképezték csatarepülő- és oltalmazó vadászszázaddá (Schutzflieger- und Schlachtflieger-Kompanie, Flik 59S).
A háború után a teljes osztrák légierővel együtt felszámolták.

## Századparancsnokok
- Lukács Károly lovassági százados

## Századjelzés
A 6. hadseregben elrendelték a repülőszázadok megkülönböztető jelzéseinek használatát: ennek alapján a Flik 59D repülőgépeinek törzsére a következő mintát festették: fehér, utána fekete keskeny törzsgyűrű, majd erőteljesen cakkozott fekete törzsgyűrű (a cakkos és egyenes fekete gyűrű közötti rész is fehér).

## Repülőgépek
- Hansa-Brandenburg C.I
- Aviatik C.I
- Albatros D.III